# زبيد (الرضمة)

تعديل مصدري - تعديل

زبيد هي إحدى قرى عزلة يحير بمديرية الرضمة التابعة لمحافظة إب، بلغ تعداد سكانها 384 نسمة حسب تعداد اليمن لعام 2004.